# Deinacrida fallai
Deinacrida fallai hoặc Dế hiệp sĩ khổng lồ nghèo là một loài côn trùng thuộc họ Stenopelmatidae. Đây là loài đặc hữu của New Zealand.